# Manuel dos Santos
Manuel dos Santos est un nageur brésilien né le 22 février 1939 à São Paulo. Ancien détenteur du record du monde et médaillé de bronze du 100 mètres nage libre aux Jeux olympiques de Rome en 1960,,.

## Enfance
À 4 ans, Manoel a passé des mois dans un hôpital, se remettant de menaces récurrentes de pneumonie et de maladies similaires, dont son corps souffrait. Son père a vu dans la natation le salut de ce drame. Avant d'avoir onze ans, au début des années 1950, Manoel étudiait à Rio Claro, au Gymnasium Koelle, un collège allemand. Le garçon s'est retrouvé loin de sa famille, qu'il ne voyait que pendant les vacances et la "semaine sainte", lorsqu'il a pris le train pour l'État de l'Ouest. Là, à Rio Claro, la routine rigide du collège, Manoel s'adapte bien au programme de natation. Dans un bassin de 20 mètres, sous la houlette de Bruno Buch, son premier maître, il commence à s'entraîner, concourir et faire du gym en équipe.
Le nageur le plus fort du groupe était un garçon de trois ans plus âgé que Manoel, nommé João Gonçalves Filho, futur champion et détenteur du record sud-américain de dos crawlé et athlète de divers sports, qui a participé à divers Jeux Olympiques.

## Carrière internationale

### 1955–60
En 1955, Manoel dos Santos se rapproche du sommet national. Il nageait sur le dos et son entraînement était plus axé sur ce style. Au 100 mètres nage libre, le Brésil était dans une période de transition au leadership national. Les trois meilleurs sprinteurs du pays au tournant de la décennie et au début des années 1950 (Aram Boghossian, Sérgio Rodrigues et Plauto Guimarães) avaient pris leur retraite. Paulo Catunda et Haroldo Lara étaient les plus rapides à ce moment. Lara était le meilleur nageur du pays jusqu'en 1957, date à laquelle il a pris sa retraite, a déménagé en Italie et est devenu chanteur d'opéra.
En mars 1955, à 16 ans, Manoel est convoqué à sa première compétition internationale, les IIes Jeux panaméricains à Mexico. À cette époque, les athlètes étaient encore des amateurs. Au Mexique, après un voyage dans un avion militaire, un DC-3, qui a duré quatre jours, avec une nuit à Belém, Trinité-et-Tobago et Cuba, Manoel a très mal concouru. Son principal souvenir du tournoi était le moment où il est parti désolé de l'épreuve, est tombé sur une piscine chauffée à proximité et a fait semblant de se détendre, a beaucoup pleuré, la solitude, jusqu'à ce que la dernière larme se perde cachée au milieu du chlore.
Aux Jeux panaméricains de 1955 à Mexico, il a terminé 4e du 4 × 100 mètres quatre nages.
L'année suivante, le 56 février, à Viña del Mar, au Chili, se tenait la treizième édition des Championnats sud-américains de natation. Lors des douze précédents, le Brésil n'a battu l'Argentine qu'une seule fois, dans la même Viña del Mar, en 1941. Manoel dos Santos s'est classé cinquième de la finale du 100 mètres nage libre et Haroldo Lara a pris la quatrième position. Au 200 mètres dos, Manoel a terminé quatrième et la course a été remportée par son compatriote João Gonçalves. Au relais 4x100 mètres nage libre, la compétition a connu une fin spectaculaire. L'équipe du Pérou a été médaillée d'or, avec un temps de 3: 59,7, un record du championnat. Il y a un dixième de seconde, médaillé d'argent, arrivait le Brésil. Les Argentins sont arrivés troisièmes, à neuf dixièmes de seconde du Brésil. L'équipe brésilienne de relais comptait Haroldo Lara, Manoel dos Santos, João Gonçalves et Aristarco de Oliveira. En prises partielles, Manoel a été le plus rapide des quatre. Il a déclaré qu'à ce moment-là, il s'était rendu compte que sa spécialité et son avenir étaient le 100 mètres nage libre et que le dos n'était qu'un sous-produit. Cette poussée, cette prise de conscience de là où se trouvait son vrai talent a entraîné en peu de temps, un saut d'amélioration. Quant au sud-américain, comme prévu, les porteños ont de nouveau remporté le titre.
En novembre 1956, dans la nouvelle piscine du CR Vasco da Gama, Manoel dos Santos échoue à obtenir la qualification olympique, par deux dixièmes de seconde.
En 1957, après avoir terminé ses études secondaires à Rio Claro, Manoel dos Santos s'installe à Santos, São Paulo. Le choix de la nouvelle ville revient à Minoru Hirano, son nouvel entraîneur, professeur et presque père. Hirano est entré dans la natation par les voies du service de traduction, effectué lors du séjour des "Poissons Volants" au Brésil en 1950. Hirano a acquis de nombreuses connaissances en natation, en surveillant et en déchiffrant les Olympiens japonais et les détenteurs de records du monde. À la fin des années 1950, les images de la formation, même au Brésil, ont commencé à augmenter considérablement. Hirano était à contre-courant. Il a fait nager un millier de mètres avec Manoel, puis a travaillé la jambe, le positionnement du coup, l'angle, etc., le menton, et a terminé avec une demi-douzaine de coups de 25 m. Souvent il ne pouvait pas assister à la formation, et Manoel venait seul à la séance avec un petit papier à la main, ou la séquence décorée dans sa tête.
En décembre 1957, Manoel bat le record brésilien d'Haroldo Lara, et le record sud-américain de l'Argentin Pedro Galvao à Santos, sur bassin de 25 mètres (toujours valable cette année-là), avec un temps de 56,5. Plus loin, en février 1958, se déroulaient les Championnats d'Amérique du Sud à Montevideo. Pour la première fois dans l'histoire du tournoi, le vainqueur du 100 mètres nage libre a remporté la course haut la main, non pas en un clin d'œil, mais avec deux secondes et demie d'avance sur Manoel dos Santos, soit quinze pieds. Le seul Brésilien à part Armando Freitas en 1939, à remporter l'or. La médaille d'argent est revenue au presque invincible Ismael Martínez Merino, triple champion péruvien en 52, 54 et 56. Le temps de Manoel aux qualifications, 56.6, a représenté un nouveau record sud-américain, à partir de 1958, toutes les fédérations internationales ont officié la règle de ne considérer valable que Records obtenus en bassin de 50 mètres.
L'année suivante, vint le premier voyage aux États-Unis. Les lits du village olympique assemblés à l'Université de Chicago, étaient ceux des matelas moelleux américains, étranges et inconfortables pour quelqu'un qui a grandi en dormant sur un lit dur d'internat. Le corps endolori, et qui dormait à peine, et le dos qui ne se cabrait plus, affectaient l'équilibre de la nage. Manoel dos Santos, le grand espoir de la natation brésilienne de remporter une médaille aux Jeux panaméricains de 1959, n'a obtenu qu'une quatrième place au 100 mètres nage libre, nageant au-dessus des 58, alors que les attentes tournaient autour des 56. Le cursus de Manoel, concernant Pans, était à jamais au-delà des moyens de son talent. Après Mexico 55 et Chicago 59, Manoel n'arrivera qu'à São Paulo 63.
Aux Jeux panaméricains de 1959, à Chicago, il termine 4e au 100 mètres nage libre. Il a également nagé le 4 × 100 mètres quatre nages.
En février 1960, Santos est allé au championnat sud-américain à Cali, en Colombie. En altitude, ses chronos n'étaient pas très bons. Mais Manoel dos Santos a rempli son rôle équitablement, remportant la médaille d'or du 100 m nage libre et menant les relais brésiliens à remporter deux médailles d'or et une d'argent. La bataille contre les Argentins a été très féroce, tant chez les femmes que chez les hommes. Finalement, le Brésil a remporté le premier championnat de l'histoire.
En 1960, Manoel dos Santos était nageur des Pinheiros. Mais il a continué à suivre les directives déterminées par votre technicien Hirano, de Santos. Il a utilisé la piscine Pinheiros, et parfois la piscine Corinthians, pendant l'été et l'hiver, en bas de la colline et a donné ses coups au Clube de Regatas Internacional. En juillet 60, lors de la préparation finale pré-olympique, à Rio de Janeiro, Manoel bat de manière convaincante son record sud-américain du 100 mètres nage libre, avec un temps de 55,6. Cette réalisation l'a positionné comme un concurrent sérieux pour la médaille olympique à Rome.

### Jeux olympiques de 1960
En route pour les Jeux olympiques d'été de 1960, dos Santos a contracté une amygdalite lors de l'arrêt des équipes brésiliennes au Portugal. Il a été mis sous antibiotiques et n'a eu que quelques jours pour récupérer avant les éliminatoires du 100 mètres nage libre, la traditionnelle course d'ouverture du programme olympique à l'époque,.
À Rome, dos Santos a remporté sa qualificatifs avec un temps de 56,3, le troisième meilleur temps à égalité. Vingt-quatre nageurs se sont qualifiés pour les demi-finales avec le qualificatif le plus lent à 58,2. dos Santos a également remporté sa demi-finale, son temps de 56,3 étant le quatrième plus rapide, se classant derrière les Américains Lance Larson et Bruce Hunter et l'Australien John Devitt, dont les temps étaient respectivement de 55,5, 55,7 et 55,8. Le huitième et dernier qualifié pour la finale était le Canadien Dick Pound, plus tard chef de l'Agence mondiale antidopage.
Lors de la finale du lendemain, dos Santos menait au tournant mais a finalement terminé troisième en 55,4, nouveau record sud-américain, pour remporter la médaille de bronze. L'attribution de la médaille d'or à Devitt devant Larson reste l'une des décisions les plus troublées de l'histoire de la natation olympique.

### 1961 et carrière ultérieure
Au Championnat du Brésil en 1961, dos Santos a remporté l'argent au 100 mètres nage libre avec un temps de 57,8, une seconde derrière le vainqueur, Athos de Oliveira. Plus tard la même année, aux Championnats du Japon à Tokyo, il a remporté sa manche, sa demi-finale et sa finale, avec des temps de 55,1, 55,2 et 55,3, respectivement. Son temps de 55,1 était un nouveau record sud-américain. Il a abaissé le record sud-américain d'un autre dixième de seconde, à 55,0, lors d'une réunion à Nagoya. Aux championnats américains de Los Angeles le 18 août 1961, dos Santos termine quatrième de la course qui voit l'Américain Steve Clark battre le record du monde avec 54,4.
Le 21 septembre 1961, à Rio de Janeiro, seul dans la piscine du Clube de Regatas Guanabara, dos Santos établit un nouveau record du monde du 100 mètres nage libre avec un temps de 53,6 secondes.
dos Dantos a été champion d'Amérique du Sud pendant onze ans entre 1958 et 1969.